# Југославија на избору за Песму Евровизије 1989.
Југославија је учествовала на Песми Евровизије 1989, одржаном у Лозани, Швајцарска, и први пут победила на такмичењу.

## Југовизија 1989.
Југословенско национално финале одржано је 4. марта 1989. у Великој сали Српског народног позоришта у Новом Саду, а водили су га Дина Чолић и Бошко Неговановић.
Победничка песма изабрана је из избора од 16 песама, гласовима 8 регионалних жирија. Сваки ТВ студио је морао да одабере 1 песму која је директно ушла у конкурс и пријавио још неколико песама од којих је изабрано осталих 8 песама.
| Драв | ТВ станице | Уметник                          | Сонг                        | Бодова | Место |
| ---- | ---------- | -------------------------------- | --------------------------- | ------ | ----- |
| 1    | ТВСа       | Јелена Џоја и Амбасадори         | "Кад љубав умире"           | 26     | 7     |
| 2    | ТВЉ        | Кафе, Мојца и Марта              | "Кадар сем сама"            | 13     | 12    |
| 3    | ТВБг       | БГ Саунд                         | "Воли ме опет"              | 54     | 3     |
| 4    | ТВЗг       | Масимо Савић                     | "Плави анђео"               | 65     | 2     |
| 5    | ТВСк       | Здравко Скендер и Интервали      | "Оган гори"                 | 18     | 10    |
| 6    | ТВЗг       | Рива                             | "Рок Ми"                    | 66     | 1     |
| 7    | ТВПр       | Трио Рона                        | "Фјолат"                    | 7      | 15    |
| 8    | ТВСа       | Тони Јанковић                    | "Причај ми"                 | 8      | 14    |
| 9    | ТВСк       | Весна Ивић и Теди Бајић          | "Прегрни ме нежно"          | 38     | 4     |
| 10   | ТВЉ        | Миран Рудан и поп дизајн         | "Бејби блу"                 | 20     | 9     |
| 11   | ТВЗг       | Јасна Злокић                     | "Све дуге године"           | 34     | 5     |
| 12   | ТВНС       | Ана Костовска                    | "Уместо да се љубимо"       | 14     | 11    |
| 13   | ТВБг       | Френки                           | "Река без повратка"         | 4      | 16    |
| 14   | ТВСк       | Лидија Кочовска                  | "Тајна"                     | 29     | 6     |
| 15   | ТВТг       | Биљана Крстић и Срђан Марјановић | "Још један пољубац за крај" | 26     | 7     |
| 16   | ТВНС       | Фото Модел                       | "Нећу да те делим"          | 10     | 13    |

### Чланови жирија
- ТВСа, Сарајево: Златко Даниш, Мирољуб Митровић, Исмет Арнауталић
- ТВЉ, Љубљана: Марио Ријавец, Бране Кузмич, Симона Вајс
- ТВБг, Београд: Војкан Борисављевић, Бранка Шапер, Маја Сабљић
- ТВЗг, Загреб: Ања Шоваговић-Деспот, Ђорђе Новковић, Драго Диклић
- ТВСк, Скопље: Љубомир Брангјолица, Синоличка Трпкова, Димитар Чемков
- ТВПр, Приштина: Ђон Ђевелекај, Лилиана Цаволи, Ивана Виталић
- ТВНС, Нови Сад: Ђорђе Балашевић, Младен Вранешевић, Жарко Петровић
- ТВТг, Титоград: Мирсад Серхатлић, Бојан Бајрамовић, Раде Војводић

## На Евровизији
Група Рива и песма "Рок Ми" победили су на такмичењу са оценом 137 поена. Међутим, према аутору и историчару Џону Кенедију О'Конору у својој књизи Официјална историја Евровизије то је била веома неочекивана победа и коментатор ББЦ ТВ-а Тери Воган описао ју је као „смртно звоно“ за такмичење. То је била прва и једина победа Југославије на овом такмичењу.